# Табела контигенције
У статистици, табела контингенције (такође позната као унакрсна табела) је тип табеле у матричном формату која приказује (мултиваријантну) дистрибуцију фреквенција варијабли. У великој мери се користе у истраживању с анкетама, пословној интелигенцији, инжењерингу и научним истраживањима. Оне пружају основну слику међуодноса између две варијабле и могу помоћи у проналажењу интеракција између њих. Термин табела контигенције први је употребио Карл Пирсон у „О теорији контингенције и њеној вези са асоцијацијом и нормалном корелацијом“, делу биометријске серије истраживачких мемоара  објављеној 1904. године.
Кључни проблем мултиваријантне статистике је проналажење структуре (директне) зависности која лежи у основи варијабли садржаних у високодимензионалним табелама контингенције. Ако се открију неке од условних независности, онда се чак и складиштење података може обавити на паметнији начин. Да би се ово урадило, могу се користити концепти теорије информација, који добијају информације само из дистрибуције вероватноће, која се може лако изразити из табеле контингенције релативним фреквенцијама. 
Пивот табела је начин за креирање табела контигенције помоћу софтвера за прорачунске табеле.

## Пример
Претпоставимо да постоје две варијабле, пол (мушки или женски) и рукост (десноруки или леворуки). Даље претпоставимо да је 100 појединаца насумично узето из веома велике популације као део студије полних разлика у руковању. Може се креирати табела за непредвиђене ситуације да би се приказао број појединаца који су мушкарци десноруки и леворуки, жене дешњаци и леворуки. Таква табела непредвиђених ситуација је приказана у наставку.
| Пол/Рукост | Десноруки | Леворуки | Тотал |
| ---------- | --------- | -------- | ----- |
| Мушки      | 43        | 9        | 52    |
| Женски     | 44        | 4        | 48    |
| Тотал      | 87        | 13       | 100   |

Број мушкараца, жена и дешњака и леворуких појединаца назива се маргинални укупни збир. Укупан збир (укупан број појединаца представљених у табели за непредвиђене ситуације) је број у доњем десном углу.
Табела омогућава корисницима да на први поглед виде да је проценат мушкараца који су дешњаци отприлике исти као и проценат жена које су дешњаци, иако пропорције нису идентичне. Јачина асоцијације се може мерити односом шансе, а однос шансе популације процењен односом шансе узорка. Значај разлике између ове две пропорције може се проценити помоћу различитих статистичких тестова укључујући Пирсонов хи-квадрат тест, Г-тест, Фишеров егзактни тест, Бошлуов тест и Барнардов тест, под условом да уноси у табели представљају појединце насумично узоркованих из популације о чему се изводе закључци. Ако се пропорције појединаца у различитим колонама значајно разликују између редова (или обрнуто), каже се да постоји контингентност између две варијабле. Другим речима, две варијабле нису независне. Ако не постоји контингентност, каже се да су две варијабле независне.
Горњи пример је најједноставнија врста табеле контингентности, табела у којој свака променљива има само два нивоа; ово се зове табела за контигенцију ситуација 2 × 2. У принципу, може се користити било који број редова и колона. Такође може постојати више од две варијабле, али табеле контингентности вишег реда је тешко визуелно представити. Однос између редних варијабли, или између редних и категоричких варијабли, такође може бити представљен у табелама контингентности, иако је таква пракса ретка. 

## Хи квадрат тест
Хи квадрат тест се може спровести на табелама контигенције да би се проверило да ли постоји или не постоји веза између варијабли. Ови ефекти су дефинисани као односи између редова и колона. Мала вредност хи квадрата значи да постоји мали однос између категоричких варијабли. Велика хи вредност значи да постоји дефинитивна корелација између две варијабле.